# Il ragazzo celeste
Il ragazzo celeste (Jean le Bleu) è un romanzo di formazione autobiografico dello scrittore francese di origine italiana Jean Giono, pubblicato nel 1932.

## Trama
Jean è un bambino e scopre i mondi dei suoi genitori, in apparenza molto diversi. Il padre è un ciabattino (anch'egli di nome Jean) e riceve assai spesso le visite di italiani fuggiti in Francia per ragioni politiche: quindi sembra che mastro Jean trascorra il suo tempo in discussioni con essi. In realtà è un uomo di poche parole, sempre pronto a offrire un piatto caldo ai fuggiaschi bisognosi, accompagnato con un piccolo ma avveduto consiglio. La mamma invece è sarta in un altro piano della casa e le sue lavoranti hanno l'incombenza di preparare e condurre a scuola il piccolo che, vestito come un signorino, raccoglie e serba le diverse sensazioni ricevute dalle giovani.
Ben presto l'orizzonte di Jean si allarga a comprendere gli altri abitanti della casa, del cortile ed infine del paesino. Due bizzarri musicisti sono incaricati dal padre di educare il bambino alla musica: Jean non apprende però uno strumento, ma impara a fischiettare i brani di Bach, Mozart e altri maestri che i due stravaganti suonano con flauto e violino. Ora l'approccio alla vita di Jean è divenuto tale da esplorare tutti i suoni e ricercare in essi la mano dei grandi musicisti.
Verso i tredici anni Jean si ammala e devono estrargli il pus dalla gola. Quando si riprende, viene mandato dal padre in una fattoria per recuperare le forze vivendo all'aria aperta. La sua educazione continua grazie a un signore che il sabato gli fa lezione, in previsione di entrare in collegio durante l'autunno. Divenuto lungo e molto magro, con un aspetto emaciato, Jean è ora cresciuto e sente le prime pulsioni della futura virilità. Molti sogni, innumerevoli storie gli riempiono l'anima, toccando tutti i registri emotivi e portandolo sempre più lontano dalla vita quotidiana. Da questa crisalide e dal collegio egli esce giovane uomo, ancora e sempre vestito di celeste, il colore prescelto per gli impiegati della banca dove entra a svolgere il suo primo lavoro.
Ora Jean conosce l'amore e ha visto invecchiare le lavoranti della mamma. Il babbo è anch'egli sulla strada della vecchiaia e della malattia. Resta ancora un amico, Franscèsc Odripano, che narra le sue storie di unico figlio di un prelato italiano: storie allucinate, impressionanti, che Jean farà confluire nelle future perdite dovute alla partecipazione alla guerra e al massacro insensato patito a Verdun. L'anno 1914, il diciannovesimo di Jean, si è presentato come un anno fecondo e ricco di promesse, migliore degli anni che lo avevano preceduto. Così per il giovane, sempre trasognato, si apre la stagione più buia, senza un preavviso di sorta:

## Opere derivate
Dal libro sono state tratte le seguenti trasposizioni:
- 1938: La moglie del fornaio (La femme du boulanger), film diretto da Marcel Pagnol, incentrato su un episodio del libro[2][3]
- 1979: Jean le Bleu, telefilm realizzato da Hélène Martin, con Gilbert Salkin (Giono a sei anni) e David Salkin (Giono a dodici anni)[4][5]

## Edizioni in italiano
- Jean Giono, Il ragazzo celeste, traduzione di Francesco Bruno, collana Narratori della Fenice, Parma: U. Guanda, 1999